# Mutzschen
Mutzschen è una municipalità (Ortschaft) della città tedesca di Grimma.

## Storia
Mutzschen è un centro abitato di antica origine, che si fregiava almeno dal XVI secolo del titolo di città.
Il 1º gennaio 2012 la città di Mutzschen fu aggregata alla città di Grimma.

## Geografia antropica
La municipalità di Mutzschen comprende le frazioni di Gastewitz, Göttwitz, Jeesewitz, Köllmichen, Mutzschen, Orösitz, Roda, Wagelwitz e Wetteritz.